# Jüdischer Friedhof (Neustadt an der Waldnaab)
Der Jüdische Friedhof in Neustadt an der Waldnaab in der Oberpfalz (Bayern) diente bis zum Ende des 17. Jahrhunderts der Jüdischen Gemeinde Neustadt an der Waldnaab als Begräbnisstätte.
Seit 1779 befinden sich auf dem Gelände Gärten.

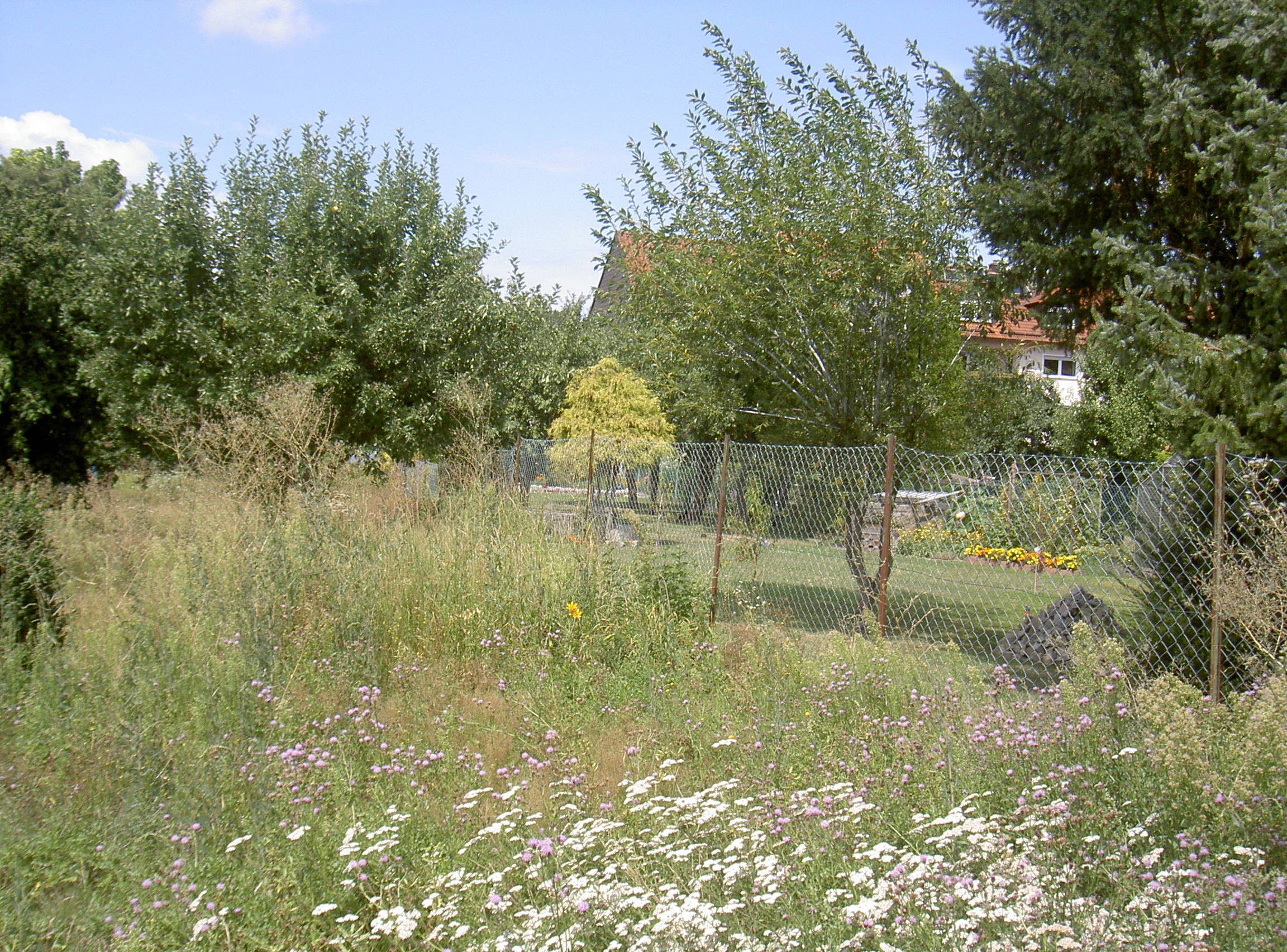
Gärten auf dem Gelände des ehemaligen jüdischen Friedhofs

## Geographische Lage
Der Jüdische Friedhof befand sich südwestlich der Altstadt zwischen der Freyung und der Straße Judengraben auf dem Nordwestufer der Floß.
Er zog sich auf einem schmalen Streifen hinter den Häusern der Freyung von der Ecke Theisseiler Straße / Judengraben auf der Nord-West-Seite des Judengrabens entlang bis zur Ecke Judengraben / Bräuhausstraße.

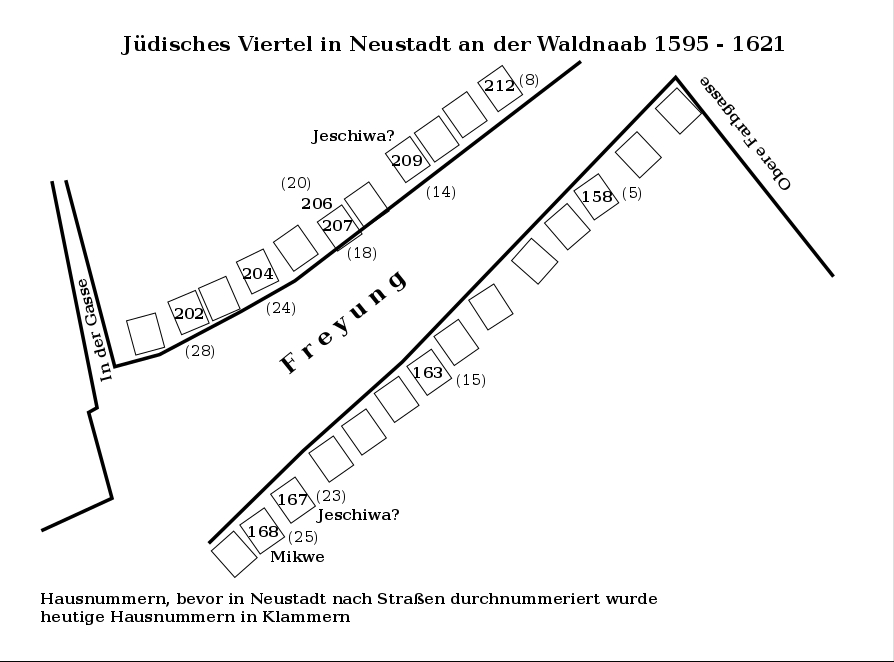
1595 von Juden bewohnte Häuser in Neustadt an der Waldnaab

## Geschichte
1358 gründete Karl IV. den Stadtteil Freyung, wo sich neben Handwerkern und anderen Handelsleuten auch Juden ansiedeln durften.
Ihnen wurde für 10 Jahre Freiheit von allen Abgaben und Geleitschutz zum Transport der Waren garantiert.
Dies führte zur Ansiedlung von Juden und Gründung einer jüdischen Gemeinde.
Die Juden bevorzugten die südöstliche Straßenseite der Freyung.
Es war ihnen verboten, Ladengeschäfte aufzumachen.
Bis in die heutige Zeit (2019) befinden sich auf dieser Straßenseite nur wenige Geschäfte.

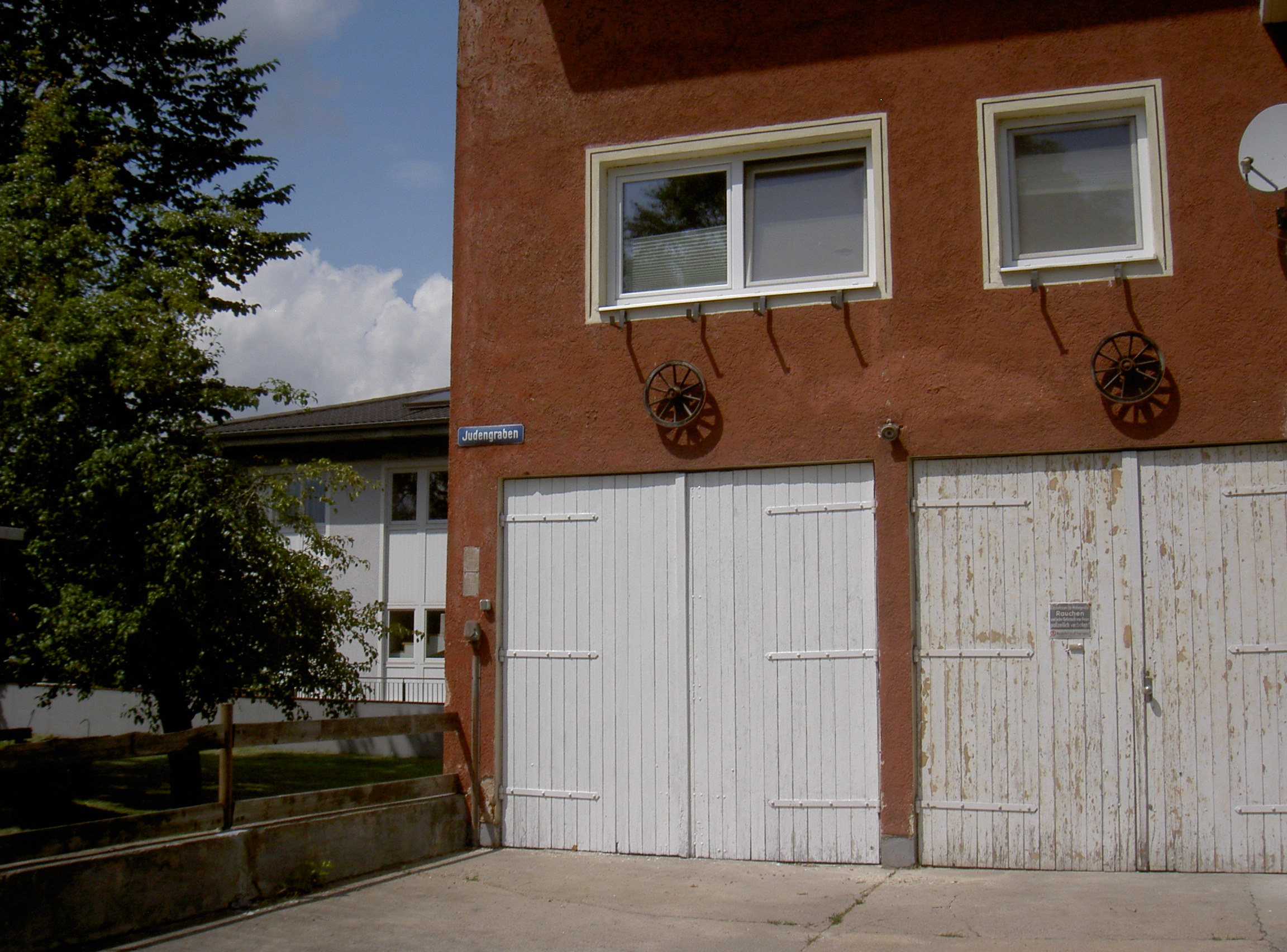
Judengraben

Hinter dieser Häuserreihe auf einem ganz schmalen Streifen wurde der jüdische Friedhof angelegt.
Der älteste erhaltene Grabstein stammt aus dem Jahr 1648.
Er befindet sich im Neustädter Stadtmuseum.
Es war der Grabstein einer Frau Rösle, Tochter des kurz zuvor verstorbenen Nathan.
Ende des 17. Jahrhunderts übergab die tolerante, protestantische Pfalzgräfin Auguste Sophie von Pfalz-Sulzbach die Regierungsgewalt über Neustadt an ihren streng katholischen Sohn, Fürst Ferdinand August von Lobkowicz (1655–1715).
Dieser vertrieb die Juden aus Neustadt und der jüdische Friedhof verfiel.
Nun wurde etwas unterhalb des Friedhofes ein Graben ausgehoben, in dem Fische gezüchtet wurden.
Aus dem Jahr 1700 gibt es Nachweise, dass die Stadträte von Neustadt Erträgnisse aus dieser Fischzucht bezogen.
Später wurde die Fischzucht aufgegeben und der Graben wurde aufgefüllt.
1779 wurden erstmals 18 Gärtchen gegen Gartenzins auf diesem Gelände verpachtet.
Anfang des 20. Jahrhunderts wurden bei Grabarbeiten auf diesem Gelände menschliche Gebeine gefunden, was die Nutzung als jüdischer Friedhof bestätigte.
Die Straße, die sich zwischen Freyung und Floß befindet, heißt Judengraben (auch: Judengräber).
Heute (2019) befinden sich auf der Nord-West-Seite dieser Straße Gärten.